# Linda Nordin
 Linda Christine Nordin Thorslund, född den 12 december 1970 i Skärholmen, är tidigare svensk generalsekreterare för Svenska FN-förbundet och är sedan 2016 departementsråd och enhetschef på Regeringskansliet. 
Nordin växte upp i Botkyrka. Hon har arbetat för Röda Korset, Utrikesdepartementet och med valövervakning för Organisationen för säkerhet och samarbete i Europa (OSSE). Nordin har i sin tidigare roll föreläst om bland annat mänskliga rättigheter, utvecklingsfrågor och frågor om fred och säkerhet. Hon har som generalsekreterare för Svenska FN-förbundet bland annat fört fram behovet av fler svenska FN-soldater samt värnandet av flickors och kvinnors rättigheter.

## Utbildning
Linda Nordin läste naturvetenskaplig linje vid S:t Botvids gymnasium. Hon inledde sin akademiska bana med en filosofie kandidatexamen (fil. kand.) vid Stockholms universitet i statsvetenskap, internationella relationer, nationalekonomi och tyska. Nordin har en pol. mag. i internationella relationer vid samma lärosäte. Hennes magisteruppsats "The Nato Air-Strikes over Bosnia-Herzegovina – Why on 30 August 1995?" publicerades av Försvarshögskolan 1998. Hon har också studerat internationella relationer vid universitetet i Konstanz i Tyskland.
Nordin deltog i forskningsprojektet Crisis Management Baltic (nuvarande Crismart) under ledning av professor Bengt Sundelius på Försvarshögskolan och författade studien "The Bosnian Conflict and the Transatlantic Crisis".

## Karriär
Linda Nordin har bland annat arbetat med humanitärt bistånd på Svenska Röda Korset och arbetat som konsult inom civil krishantering på Överstyrelsen för civil beredskap (ÖCB) (nuvarande Myndigheten för samhällsskydd och beredskap (MSB)). Därtill har hon genomfört flera internationella valövervakningsuppdrag. 
Linda Nordin är tidigare ledamot i insynsrådet för myndigheten Folke Bernadotteakademin.

## Debattartiklar
Följande är ett urval av Linda Nordins debattartiklar i rikstäckande medier. 
- FN måste ta fasta på skyldigheten att skydda[5]
- Kvinnorätt och toppmöte viktiga uppgifter för Eliasson[6]
- Bildts agerande minskar svenskt inflytande i FN[7]
- Fler svenska soldater behövs i fredsinsatser[8]
- Lagstiftningen mot hatbrott räcker inte[9]
- Svensk trupp i landet kan förhindra folkmord[10]
- FN måste bli öppnare och starkare[11]
- Stor okunskap om att världen blir bättre[12]